# Schaltberechtigung
Schaltberechtigung ist die Betriebsgenehmigung / Beauftragung an einen Schaltberechtigten, in einem festgelegten, bestimmten elektrischen Netz- bzw. Anlagenteil eigenverantwortlich oder auf Anweisung durch den Schaltauftragsberechtigten, Schaltungen durchzuführen und Arbeitsstellen einzurichten. Die Schaltberechtigung wird vom Unternehmer  oder durch die beauftragte Führungskraft (z. B. Verantwortliche Elektrofachkraft, V-EFK) des Betreibers schriftlich erteilt und schließt die Befähigung ein, den ordnungsgemäßen Schaltbetrieb in der betreffenden elektrischen Schaltanlage sowie Netzteil im Rahmen der Schalt-Arbeitsanweisung für den festgelegten Zeitraum durchführen zu können.
In Sonderfällen wird in der Praxis entsprechend der betrieblichen Organisation eine
„Teilschaltberechtigung“ für befähigte Personen erteilt.

## Erläuterung
Zur  Verhütung von Unfällen, Erhaltung der Gesundheit, Betriebssicherheit sowie der rechtssicheren Organisation im Betrieb, ist der Unternehmer verpflichtet, festzulegen:
Wer, wo, was, wann schalten darf.
Im § 4 Arbeitsschutzgesetz sind  allgemeine Grundsätze beschrieben:
1. Die Arbeit ist so zu gestalten, dass eine Gefährdung für Leben und Gesundheit möglichst vermieden und die verbleibende Gefährdung möglichst gering gehalten wird
2. Gefahren sind an ihrer Quelle zu bekämpfen
3. Bei den Maßnahmen sind der Stand der Technik, Arbeitsmedizin und Hygiene sowie sonstige gesicherte arbeitswissenschaftliche Erkenntnisse zu berücksichtigen
4. Planen von optimalen Arbeitsbedingungen
5. Individuelle Schutzmaßnahmen sind nachrangig zu anderen Maßnahmen
6. Spezielle Gefahren berücksichtigen
7. Erlassen von geeigneten Anweisungen

Nach § 5 ArbSchG sind Arbeitsbedingungen zu beurteilen:
1. Durch Gefährdungsbeurteilung und Dokumentation sind die Maßnahmen des Arbeitsschutzes festzulegen.
2. Der Arbeitgeber hat die Beurteilung je nach Art der Tätigkeiten vorzunehmen.

Bei gleichartigen Arbeitsbedingungen ist die Beurteilung eines Arbeitsplatzes oder einer Tätigkeit ausreichend.
In diesem Zusammenhang ist die Unfallverhütungsvorschrift „Elektrische Anlagen und Betriebsmittel“ (DGUV Vorschrift 3),  sowie die Norm DIN VDE 0105-100 „Betrieb elektrischer Anlagen“ zu betrachten.
In § 3 Abs. 1 der DGUV Vorschrift 3 wird der Unternehmer verpflichtet, dafür zu sorgen, dass elektrische Anlagen und Betriebsmittel nur von einer Elektrofachkraft oder unter Leitung und Aufsicht einer Elektrofachkraft den elektrotechnischen Regeln entsprechend errichtet, geändert und instand gehalten werden. Der Unternehmer hat ferner dafür zu sorgen, dass die elektrischen Anlagen und Betriebsmittel den elektrotechnischen Regeln entsprechend betrieben werden.
In der DIN VDE 0105-100 (Betrieb elektrischer Anlagen) wird u. a. festgelegt, dass das Freischalten vor Arbeiten oder die Freigabe zum Wiedereinschalten nach Arbeiten im spannungsfreien Zustand durch Elektrofachkräfte oder elektrotechnisch unterwiesene Personen durchgeführt werden muss.
Auf Grund der Risiko- und Gefährdungsanalyse, durch Einsatz der unterschiedlichen Spannungsebenen, Schaltanlagen, Netzgestaltung, Lastflüsse, Örtlichkeiten, Prozessabläufe, der Anlagenverfügbarkeit und im Interesse der Arbeitssicherheit, sowie der rechtssicheren Organisation, hat sich in den Unternehmen die Praxis herausgebildet, Schalthandlungen einem qualifizierten, begrenzten Personenkreis, den Schaltauftrags- / Schaltanweisungsberechtigten und den Schaltberechtigten, vorzubehalten.
„Elektrische Gefährdungen“ und Wege zur Verhütung von Unfällen waren in der TRBS 2131 zu finden. Diese ist aber im Juli 2010 ersatzlos gestrichen worden.
Die Durchführung von Schaltungen im Nieder-, Mittel- und Hochspannungsnetz  kann unter bestimmten Voraussetzungen als eine gefährliche Arbeit im Sinne der Unfallverhütungsvorschrift „Grundsätze der Prävention“ (DGUV Vorschrift 1), gelten. Insbesondere an älteren Mittelspannungsanlagen kann das Betätigen von Schaltgeräten bei Verhaltensfehlern zu kritischen Situationen führen. Andererseits können auch im Bereich der Niederspannung, wo z. B. mit NH-Sicherungen freigeschaltet wird, kritische Situationen auftreten. Aus dem Grunde sind befähigte Personen mit Schaltberechtigung zu beauftragen die eine Persönliche Schutzausrüstung (PSA) benutzen müssen, wenn die Anlage den Schutz nicht bietet.
Hier ist wieder der Unternehmer mit der verantwortlichen Elektrofachkraft gefordert, die qualifizierten, befähigten Personen auszuwählen, einzustellen / einzusetzen und wenn erforderlich, vorher durch eigene Fachkräfte, den Schaltanlagenhersteller / Errichter vor Ort, am Objekt unterweisen zu lassen.
Vorher sind durch interne- oder externe Schulungen auf dem Gebiet der Schaltberechtigung die erforderlichen Basis- und Spezialkenntnisse zur Schaltbefähigung zu vermitteln. Der Unternehmer oder der Netz-Betreiber wird auf Grund dessen die Schaltberechtigung für die entsprechende elektrische Anlage, das Netz  für einen festgelegten Zeitraum schriftlich erteilt.
Wer so als pflichtbewusster Unternehmer die Schaltberechtigung in seinem Betrieb organisiert, muss keine haftungs- und strafrechtliche Konsequenzen in Kauf nehmen, wenn einmal ein Unfall passiert ist. Das Gleiche gilt für die vom Unternehmer eingesetzten verantwortlichen Elektrofachkräfte, Vorgesetzte und Aufsichtspersonen, die Anlagen- und Arbeitsverantwortlichen.
Die genannten Maßnahmen sollen dazu dienen, Unfälle und Fehlschaltungen auszuschließen.